# افسانه سامبونگ
جونگ دو جون (به کره‌ای: 정도전) یا افسانه سامبونگ یک مجموعه تلویزیونی کره جنوبی در سال ۲۰۱۴ با بازی چو جه هیون به عنوان شخصیت اصلی جونگ دو جون است. این مجموعه از ۴ ژانویه تا ۲۹ ژوئن ۲۰۱۴، روزهای شنبه و یکشنبه ساعت ۲۱:۴۰ (کی‌اس‌تی) از کی‌بی‌اس۱ برای ۵۰ قسمت پخش شد.

## خلاصه داستان
امپراتور قصد دارد برای یاد بود مرگ ملکه اش معبدی بزرگ بنا کند. ساخت معبد بسیار دشوار است و باعث کشته شدن و از بین رفتن تعداد زیادی از مردم فقیر و بیچارهٔ کارگر می‌شود. «سامبونگ جونگ دو جون»، محقق جوانی است که نسبت به اطرافیانش اندیشمند و باتدبیر است. سامبونگ که وضعیت معیشتی مردم را می‌بیند؛ تصمیم می‌گیرد به فریاد مردم برسد. او با امپراتور صحبت می‌کند تا بتواند وی را از ساخت معبد منصرف نماید. امپراتور که این جسارت و گستاخی را می‌بیند، سامبونگ را زندانی می‌کند و…